# Paulo Francisco Torres
Paulo Francisco Torres (Cantagalo, 29 de maio de 1903 – Brasília, 12 de janeiro de 2000) foi um político e militar brasileiro.

## Biografia
Filho de Antônio Francisco Torres e de Maria Zulmira Torres. Seu irmão, o jornalista Alberto Torres, foi deputado federal pelo Rio de Janeiro de 1955 a 1959. Outro irmão seu, Acúrcio Torres, foi constituinte em 1934 e em 1946 e deputado pelo mesmo estado de 1935 a 1937 e de 1946 a 1951.
Paulo Torres mudou-se com os pais para Niterói, então capital do estado do Rio de Janeiro, onde fez o curso primário no Grupo Escolar Áidano Almeida, realizando também ali seus estudos preparatórios.
Em março de 1921, ingressou na Escola Militar do Realengo, no Rio de Janeiro, então Distrito Federal, matriculando-se no curso de infantaria. Em julho do ano seguinte, ainda como aluno do primeiro ano desse curso, participou da revolta tenentista ocorrida nessa escola. O levante, que deu início ao ciclo de revoltas tenentistas da década de 1920, foi um protesto contra a eleição de Artur Bernardes à presidência da República e as punições impostas pelo governo de Epitácio Pessoa (1918-1922) aos militares, com o fechamento do Clube Militar e a prisão do marechal Hermes da Fonseca. Além da Escola Militar do Realengo, a revolta envolveu ainda, no Rio de Janeiro, o forte de Copacabana e efetivos da Vila Militar e, em Mato Grosso, o contingente do Exército local.
Em decorrência de sua participação no movimento, debelado no mesmo dia, foi preso e expulso da Escola Militar. Só foi readmitido no Exército depois da vitória da Revolução de 1930, sendo comissionado no posto de primeiro-tenente em novembro desse ano. Efetivado nessa patente em março de 1933 e promovido a capitão em outubro do ano seguinte, cursou a Escola de Aperfeiçoamento de Oficiais e bacharelou-se pela Faculdade de Direito da Universidade do Brasil.
Participou como praça das revoltas tenentistas, e em 1938 foi nomeado pelo interventor Amaral Peixoto prefeito de Teresópolis, cargo que exerceu até o ano seguinte. Durante a Segunda Guerra Mundial (1939-1945) participou da campanha da Itália, integrando a Força Expedicionária Brasileira (FEB). Ocupou a chefia do Departamento Federal de Segurança Pública de agosto de 1954 até março de 1955.
Nomeado governador do Acre, deixou o cargo em abril do ano seguinte. Em 3 de maio de 1964, já sob o governo militar, foi eleito por via indireta governador do estado do Rio de Janeiro. Deixou o cargo em 1966 para candidatar-se ao Senado. Com a extinção dos partidos políticos existentes e a implementação do bipartidarismo em outubro de 1965, filiou-se à Aliança Renovadora Nacional (ARENA).
Eleito senador pelo Estado do Rio, tentou a reeleição em 1974, mas foi derrotado pelo candidato do Movimento Democrático Brasileiro (MDB), Saturnino Braga. Em 1978 elegeu-se deputado federal pelo novo estado do Rio de Janeiro, ingressando no Partido Popular (PP), que mais tarde se incorporaria ao Partido do Movimento Democrático Brasileiro (PMDB). No pleito de 1982, voltou a concorrer a uma cadeira na Câmara, conseguindo apenas uma suplência.